# Зомерс, Герман
Хендрикус В. (Герман) Зомерс (нидерл. Hendrikus V. "Herman" Zomers; 19 ноября 1912, Голландская Ост-Индия, Нидерланды — 19 июня 1959) — индонезийский футболист, нападающий.

## Биография
В 1938 году играл за индонезийский клуб «Херкюлес» из Батавии.
Выступал за сборную Голландской Ост-Индии. В 1938 году главный тренер сборной Йоханнес Христоффел ван Мастенбрук вызвал Зомерса на чемпионат мира, который проходил во Франции и стал первым мундиалем для Голландской Ост-Индии и Индонезии в истории. На турнире команда сыграла одну игру в рамках 1/8 финала, в котором она уступила будущему финалисту турнира Венгрии (6:0). Зомерс принял участие в этом матче.